# Bundesverband der Pharmaziestudierenden in Deutschland
Der Bundesverband der Pharmaziestudierenden in Deutschland e. V. (BPhD) ist die bundesweite Interessenvertretung der Pharmaziestudierenden in Deutschland. Ihm gehören alle 22 Pharmazie-Fachschaften Deutschlands an. Er unterstützt die Arbeit der örtlichen Fachschaften und vertritt seine Mitglieder gegenüber Politik und Öffentlichkeit, Universitätsorganen, Standesvertretungen (Kammern und Verbänden) sowie in internationalen Organisationen. Vereinssitz ist Berlin.

## Geschichte
Der Verein wurde im November 1948 in Bonn als Arbeitsgemeinschaft der Pharmaziestudenten (Agpha) gegründet und 1950 als Fachgruppe Pharmazie (später Fachverband Pharmazie – FVP) in den Verband Deutscher Studentenschaften (VDS) aufgenommen. 1951 wurde die Agpha zudem Mitglied der International Pharmaceutical Students’ Federation (IPSF). Anfangs engagierte sich der Verband vorwiegend im sozialen Bereich, seit Ende der 1960er Jahre setzte er sich für eine Reform des Studiums ein.
Als der VDS 1969 seine bisherigen Fachverbände auflöste, konstituierte sich der FVP als unabhängige Interessengemeinschaft neu. Nach der Wiedervereinigung wurden die ostdeutschen Fachschaften in den Verband aufgenommen, 1990 erfolgte die Umbenennung in Bundesverband der Pharmaziestudierenden in Deutschland; seit 1996 auch mit der offiziellen Abkürzung BPhD.

## Struktur
Mitglieder sind die Pharmaziefachschaften der Universitäten in Deutschland. Die Fachschaften vertreten die Interessen ihrer Studierenden auf der einmal im Semester stattfindenden Bundesverbandstagung (BVT), auf denen Informationen ausgetauscht und gemeinsame Standpunkte erarbeitet werden. Außerdem wählen die Delegierten den Vorstand.
Der Vorstand besteht aus dem sechsköpfigen Präsidium, welches aus dem Geschäftsführenden Vorstand (Präsidentin, Generalsekretärin, Schatzmeisterin) und drei weiteren Ressortkoordinierenden besteht, sowie aus weiteren Beauftragten für bestimmte Amtsbereiche (zum Beispiel Lehre und Studium, Medienarbeit oder Fort- und Weiterbildung). Insgesamt gehören dem Vorstand 21 Personen an.

## Aktivitäten
Vorrangiges Ziel des Verbandes ist die stetige Verbesserung des Pharmaziestudiums einschließlich des Praktischen Jahres (PJ) und der Fort- und Weiterbildung. So hat der BPhD zum Beispiel an der Erarbeitung der aktuellen Approbationsordnung für Apotheker (AAppO) mitgewirkt, die seit dem Wintersemester 2001/2002 gültig ist. Am Deutschen Apothekertag nimmt der BPhD als ständiger Gast teil und erreichte dort im Jahr 2003 eine Überarbeitung des Berufsbildes. Auf der zeitgleich zum Apothekertag stattfindenden Fachmesse expopharm präsentiert sich der BPhD der Öffentlichkeit.
Im Jahr 2014 veranlasste der BPhD parallel zur ABDA-Diskussion über das Leitbild der Apotheker in der Offizin eine Umfrage zum Leitbild für Studierende.
Darüber hinaus organisiert der BPhD regelmäßig Kampagnen zu Gesundheitsthemen, etwa zum Welt-AIDS-Tag (1. Dezember), zum Welt-Diabetes-Tag (14. November) sowie zum Thema Sonnenschutz (22. Juni).
Im Rahmen der Austauschprogramme von IPSF und EPSA vermittelt der Verein zudem Studienaufenthalte und Praktika im Ausland.